# Roy Chipolina
Roy Alan Chipolina, född 20 januari 1983 i Enfield, England, är en gibraltisk fotbollsspelare som spelar för Lincoln Red Imps.
Chipolina flyttade från England till Gibraltar som fyraåring. Hela sin fotbollskarriär har han spelat för Lincoln Red Imps.
Han har spelat för Gibraltars landslag sedan Gibraltars fotbollsförbund blev medlemmar i Uefa 2013, och dessförinnan i flertalet inofficiella sammanhang. I lagets andra match som Uefa-medlem, mot Färöarna, gjorde Chipolina Gibraltars första officiella landslagsmål. Han har 2024 gjort fem landslagsmål, flest någonsin för laget, ett rekord han delar med Liam Walker.